# سيميريا

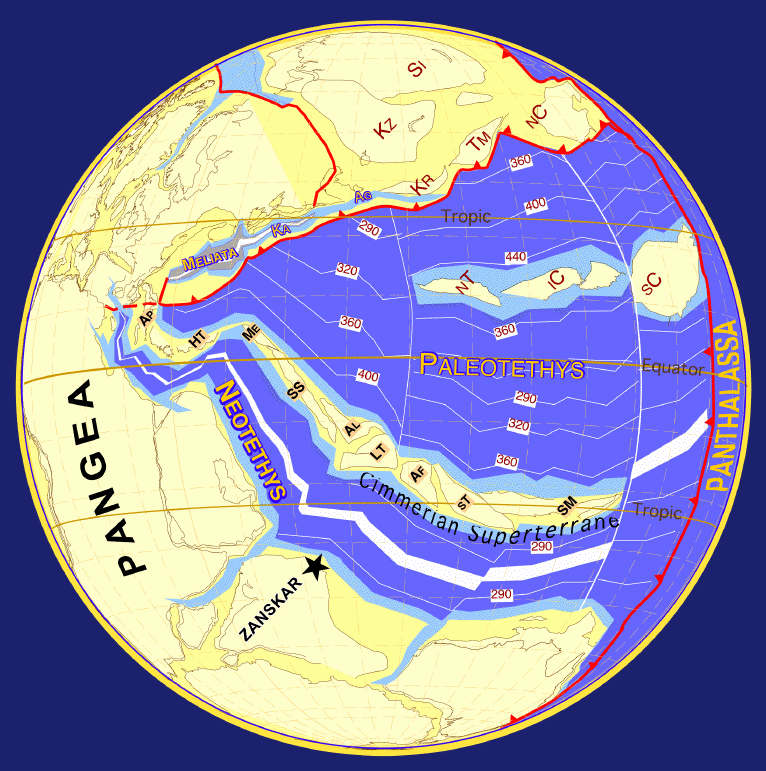
التاريخ التكوني لسيميريا.

سيميريا (بالإنجليزية:  Cimmeria)‏ كانت قارة قديمة وقيل انها كانت موجودة منذ حوالي 200 مليون سنة. ذلك الوقت والمتصدعة شمالا من جندوانا خلال أواخر العهد الكربوني واصطدمت ضد الشرقي وراسيا (في قارة سيبيريا) خلال أواخر العصر الترياسي جنبا إلى جنب مع القارات الصينية. اصطدام جديد تم إنشاؤه السلاسل الجبلية بين سيبيريا وسيميريا. سيميريا الآن هي أجزاء من تركيا، إيران، أفغانستان، التبت، الهند الصينية والملايو.
نتيجة لإحداث طفرة هائلة من القشرة القارية، جعل البقايا الحالية لسيميريا، غنية على نحو غير طبيعي بعناصر الكالكوجين النادرة. وبصرف النظر عن ألتيبلانو في بوليفيا، وتقريبًا جميع الودائع في العالم من الأنتيمون واستیبین توجد في سيميريا، مع مناجم رئيسية يجري في تركيا، ويوننان وتايلاند. ودائع كبيرة من القصدير وتوجد أيضًا في ماليزيا و تايلاند ، بينما لدى تركيا أيضًا ودائع كبيرة من الكروميت الخام.[بحاجة لمصدر]

## وصلات خارجية
- PALEOMAP Project الموقع الخاص بمشروع سيميريا